# Vetka
Vetka (bielorruso y ruso: Ве́тка) es una ciudad subdistrital de Bielorrusia, capital del distrito homónimo en la provincia de Gómel.
En 2022, la ciudad tenía una población de 8507 habitantes.
Se ubica a orillas del río Sozh, unos 10 km al noreste de la capital provincial Gómel sobre la carretera P30 que lleva a Chachersk casi en paralelo a la frontera con Rusia. Al sur de Vetka sale la carretera P124, que lleva a Dóbrush. La localidad está emplazada en el sureste del país, cerca de las fronteras con Rusia y Ucrania.

## Historia
La ciudad fue fundada en 1685 por viejos creyentes procedentes de lo que actualmente es la región central de la Rusia europea, que habían encontrado refugio en la República de las Dos Naciones tras la reforma de Nikon. En su origen funcionaba como una slobodá. Los refugiados llegaron a establecer aquí un auténtico centro religioso conforme a las antiguas costumbres rusas, llegando a tener unos cuarenta mil habitantes en torno a 1730. Esta situación alarmó a la zarina Ana de Rusia, que en 1733 ordenó a la comunidad regresar a territorio ruso y, ante su negativa a obedecer, invadió y destruyó la ciudad y encarceló al obispo. Los habitantes que no fueron deportados a su tierra de origen se organizaron en pueblos en la zona rural que rodeaba a Vetka, por lo que en 1762 las tropas de Catalina II de Rusia invadieron toda la zona, enviando a todos los viejos creyentes a Siberia. El Imperio ruso terminó anexionándose el área en la partición de 1772.
En 1784, comenzó la reconstrucción del pueblo con el estatus de miasteczko, desarrollándose a lo largo del siglo XIX como un puerto fluvial en el río Sozh. Al finalizar el siglo XIX, Vetka tenía unos cinco mil habitantes, casi la mitad de ellos judíos. En 1925, la RSS de Bielorrusia le dio el estatus de ciudad y capital distrital. La ciudad fue gravemente dañada durante la Segunda Guerra Mundial, cuando entre 1941 y 1943 los invasores alemanes asesinaron a más de seiscientas personas. La Unión Soviética reconstruyó la ciudad en las décadas posteriores como un centro industrial. Desde 1986, la ciudad se ubica en una de las áreas más gravemente afectadas por el accidente de Chernóbil: aunque la ciudad sobrevivió al accidente, más de cuarenta mil personas fueron evacuadas en sus alrededores inmediatos y en su periferia hay varios bosques cuyo acceso es muy peligroso.